# 36.º distrito congresional de Texas
El 36.º distrito congresional es un distrito congresional que elige a un Representante para la Cámara de Representantes de los Estados Unidos por el estado de Texas.  Actualmente el distrito está representado por el Republicano Steve Stockman. El distrito fue creado a partir del censo de los Estados Unidos de 2010 y empezó a funcionar en el 113.º Congreso.

## Geografía
El 36.º distrito congresional se encuentra ubicado en las coordenadas 30°47′N 93°45′O / 30.78, -93.75.